# Lutterworth
Lutterworth è un paese di 10,833 abitanti della contea del Leicestershire, in Inghilterra.
Lutterworth è una storica città mercato e parrocchia civile nel distretto di Harborough  Inghilterra. La città è situata nel Leicestershire meridionale, vicino ai confini con Warwickshire e Northamptonshire. 
Si trova a 10,5 chilometri (6,5 miglia) a nord di Rugby e a 19 chilometri (12 miglia) a sud di Leicester. Al censimento del Regno Unito del 2021, Lutterworth aveva una popolazione di 10.833 abitanti

## Storia
Lutterworth era originariamente un insediamento anglosassone; il suo nome deriva probabilmente dall'inglese antico Hlutre Worth. Lutterworth fu menzionata nel Domesday Book del 1086.
A Lutterworth fu concessa la sua carta di mercato nel 1214 da re Giovanni d'Inghilterra e divenne una piccola ma attiva città mercato.
Nel XIV secolo, il riformatore religioso John Wycliffe fu rettore di Lutterworth tra il 1374 e il 1384, e durante questo periodo che si ritiene tradizionalmente abbia prodotto la prima traduzione della Bibbia dal latino all'inglese. Anche lo statista irlandese Robert le Poer fu parroco intorno al 1318.
La Lutterworth Grammar School fu fondata nel 1630; e nel 1676 la popolazione di Lutterworth aveva raggiunto i 644 abitanti.
Lutterworth era divenuta un'importante tappa sulla strada da Leicester a Oxford e Londra quando si sviluppò il trasporto sulla diligenza, e molte antiche locande  sono ancora presenti nella città, come anche un certo numero di edifici a graticcio ben conservati
Sir Frank Whittle, è stato l'inventore del motore a reazione, sviluppò alcuni dei primi motori a reazione al mondo presso gli stabilimenti British Thomson-Houston di Lutterworth e nella vicina Rugby, alla fine degli anni '30 e '40, con la sua compagnia Power Jets. Una replica del suo primo aereo a reazione, il Gloster E.28/39, si trova al centro di una rotonda appena a sud della città come monumento, e un certo numero di documenti relativi allo sviluppo del motore a reazione di Whittle sono esposti al museo cittadino.